# Schefflera foxworthyi
Schefflera foxworthyi är en araliaväxtart som beskrevs av Elmer Drew Merrill. Schefflera foxworthyi ingår i släktet Schefflera och familjen araliaväxter.
Artens utbredningsområde är Filippinerna. Inga underarter finns listade.